# House Party (Deda)
| Recensione | Giudizio |
| ---------- | -------- |
| Newsic     | 8/10     |
| Ondarock   | 6/10     |
| Rockit     | Positivo |

House Party è il primo album in studio del DJ producer italiano Deda, pubblicato il 4 novembre 2022 dalla Virgin Records e Universal Music Italia.

## Descrizione
L'album è stato anticipato dal singolo Universo, pubblicato il 14 ottobre 2022 e contiene 10 brani inediti con collaborazioni di molti artisti della scena hip hop e soul in Italia. Le produzioni di House Party sono musiche originali, interamente composte e suonate in studio, in cui Deda ha messo a frutto tutte le esperienze fatte nell’ultimo decennio, ritornando a produrre per il Rap e il Soul.

## Tracce
1. Universo (con Neffa e Fabri Fibra) – 3:24
2. La calma pt. 2 (con Frah Quintale) – 3:27
3. Kim Jong (feat. Jake La Furia, Emis Killa e Gemitaiz) – 2:13
4. Voilà (con Ensi) – 2:59
5. Change (feat. Coma_Cose) – 3:54
6. Più forte (con Salmo) – 2:05
7. Puro (con Davide Shorty) – 3:33
8. Desideri (con Ghemon e Frank Siciliano) – 3:36
9. Rock the House (feat. Danno, Sean, Inoki e Mistaman) – 3:22
10. Non sei tu (con Al Castellana) – 3:58